# José Luis Márquez León
Periodista y cámara español, José Luis Márquez nació en 1950 en Guadalajara.
Considerado como uno de los mejores profesionales por personajes como Manuel Lombao, director de los Centros Territoriales de la cadena de televisión española TVE o el escritor Arturo Pérez-Reverte (quien le dedica su libro Territorio comanche), Márquez se dedicó principalmente a cubrir las secciones de internacional, conflictos bélicos y humanitarios durante tres décadas.
Sus primeros trabajos datan de 1975, cuando acompañado de Miguel de la Quadra Salcedo, sigue a una columna guerrillera desde Sudán a Etiopía. En 1968 ingresa en TVE y es enviado a cubrir la guerra de Vietnam al año siguiente, conflicto que sería el primero de una larga lista entre los que se incluyen destinos como los de El Salvador, Nicaragua, Honduras, Argentina, Chile, Etiopía, Sudán, la marcha verde, Angola, Mozambique, la 1ª Guerra del Golfo, Yugoslavia y la 2ª Guerra del Golfo.
Pero su trabajo más sobresaliente es, sin duda, las imágenes conseguidas de forma clandestina como el único cámara que se encontraba en la plaza de Tiananmen en 1989. En aquella ocasión peligró su vida, siendo detectado por los militares chinos, aunque pudo escapar del país con su valioso material escondido en una ambulancia con muertos y heridos encima.
A pesar de preferir mantenerse en segundo plano, la periodista Ángela Rodicio lo acusa veladamente en su libro Acabar con el personaje, citándolo varias veces con el término “mastuerzo”.
Ha sido galardonado con varios premios importantes, como el Premio Internacional de Prensa (cámara) de 1997 o el Premio Miguel Gil de Periodismo (2003).